# Cream (テキストエディタ)
Cream（クリーム）は、Vimテキストエディタの拡張ソフトウェア。ユーザインタフェースと操作性を標準化した IBM Common User Access に従うようにVimの操作を変更するスクリプト群から構成される。
Cream はプルダウンメニューや、キーボードショートカット、拡張可能な編集機能を用いて、Vim 初心者により扱いやすくしたり、経験者向けに機能を追加する。これらは Vim 自体の拡張性を用いて提供されており、Vim 自体に特別な変更はなされない。ただし、Vim の設定に関する技術的な制約から、Cream では一般的なユーザインタフェース機能のうち、ファイルを開く Ctrl-o やファイルを閉じる Ctrl-w のキーボードショートカットなど利用できないものがある。
Cream の名前はコーヒーに入れるクリームに由来する。すなわちCreamとコーヒークリームは「どちらも強さを和らげて上品にし、どちらも単独では役に立たない」(Both soften something stronger and more sophisticated, and neither can stand alone.) という言葉遊びである。
Cream は GNU General Public License でライセンスされた自由ソフトウェアである。